# Ewald Mataré

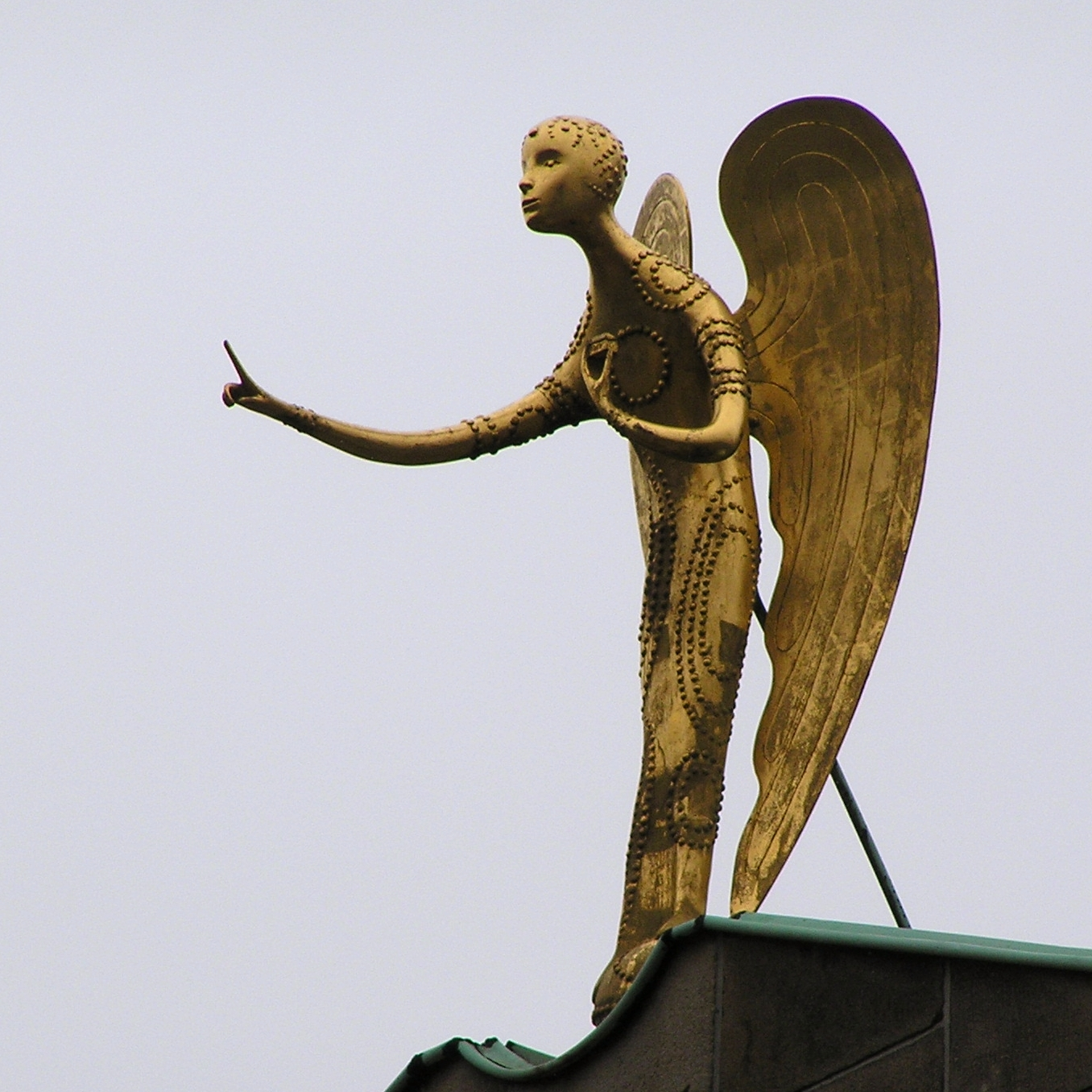
Ewald Mataré: Engel, 1956, auf dem Bischofswohnhaus des Bistums Essen

Ewald Wilhelm Hubert Mataré (* 25. Februar 1887 in Burtscheid (jetzt Stadtteil von Aachen); † 29. März 1965 in Büderich) war ein deutscher Bildhauer, Medailleur, Grafiker und Maler. Im Mittelpunkt seines Schaffens stehen stilisierte Tierskulpturen und sakrale Auftragsarbeiten. Sein Gesamtwerk umfasst an die 600 plastische Werke, mehr als 400 Holzschnitte, rund 300 Zeichnungen und mehr als 200 Aquarelle.

## Leben

### Herkunft
Ewald Mataré wurde am 25. Februar 1887 als jüngster von drei Söhnen des Ehepaars Franz Wilhelm (1851–1922) und Elisabeth Mataré (1853–1939), geborene Dohlen, in der damals selbstständigen Stadt Burtscheid (seit 1897 Stadtteil von Aachen) geboren. Die katholische Familie stammte ursprünglich aus Katalonien, lebte unter Karl V. in den südlichen Niederlanden, zog Ende des 17. Jahrhunderts nach Bardenberg bei Aachen und war seit 1798 dort ansässig. Mataré wuchs mit seinen Brüdern Josef (1880–1966) und Franz (1885–1945) in großbürgerlichen Verhältnissen auf, da sein Vater als Direktor der Chemischen Fabrik Rhenania finanziell gut gestellt war.

### Werdegang
Mataré besuchte zunächst das Staatliche Kaiser-Wilhelm-Gymnasium, das spätere Einhard-Gymnasium, wechselte 1902 auf das Städtische Realgymnasium Aachen, das er 1906, nach der Obertertia, verließ. Schon als Schüler erhielt Mataré 1905 bis 1907 in Aachen Privatunterricht bei dem Bildhauer Karl Krauß (1859–1906), der als Professor an der dortigen Technischen Hochschule tätig war, und bei dem Maler Eugène Klinckenberg (1858–1942), Dozent an der Städtischen Kunstgewerbeschule. 1907 begann Mataré an der Akademie der Bildenden Künste in Berlin bei Julius Ehrentraut eine Ausbildung zum Maler.
Julius Ehrentraut lehrte Antiken- und Figurenzeichnen und stand ganz in der Tradition der niederländischen Genremalerei. Von ihm lernte Mataré ein sicheres Zeichnen und die Fähigkeit, Charaktereigenschaften sicher wiederzugeben.
1914 wurde er Schüler von Lovis Corinth, dessen Atelier er nach wenigen Monaten verließ, weil ihm dessen Stil nicht zusagte. 1915 wurde er Meisterschüler bei dem Historienmaler Arthur Kampf. 1916 erfolgte die Einberufung zum Militärdienst, aus dem er nach wenigen Monaten aus gesundheitlichen Gründen entlassen wurde. 1918 trat er in Berlin der Novembergruppe, einer revolutionären Künstlervereinigung, bei.
Bei einem Sommeraufenthalt auf Wangerooge 1920 wandte er sich erstmals dem Holzschnitt zu. In den folgenden Jahren reiste er regelmäßig an die Nord- und Ostsee. Er beschäftigte sich intensiv mit Adolf von Hildebrand. 1922 begann die freie plastische Tätigkeit. Im selben Jahr heiratete Ewald Mataré die Sängerin Hanna Hasenbäumer (1891–1983). 1926 wurde die Tochter Sonja Beatrice geboren. Private Auftraggeber und Mäzene wie der Düsseldorfer Fabrikant Eduard Senff und seine Frau Hilde unterstützten ihn, so dass er in den Sommermonaten regelmäßig ausgedehnte Reisen unternehmen konnte. Sie führten ihn 1924 bis 1926 nach Italien. Dort beschäftigte er sich mit Cimabue und Giotto, was sich in seinen Aquarellen niederschlug. Neben den deutschen Küsten bereiste er Dänemark, das Baltikum und Finnland. In der Abgeschiedenheit der nördlichen Natur erholte er sich vom hektischen Großstadtleben in Berlin. Häufig entwickelte und realisierte er in der Einsamkeit neue künstlerische Vorstellungen.
Von 1924 bis 1928 nahm er regelmäßig an der Großen Berliner Kunstausstellung und an den Kollektiv-Ausstellungen der Novembergruppe teil. 1928 reiste er nach Paris, 1932 nach London. Er fand allmählich öffentliche Anerkennung. Deutsche Museen kauften Plastiken von ihm an, 1930 hatte er seine erste Einzelausstellung in Berlin. 1932 bot ihm die renommierte Staatliche Kunstakademie Düsseldorf eine Professur an; im Oktober nahm Mataré den Ruf als Nachfolger Richard Langers an. Er zog mit seiner Familie nach Büderich (heute Meerbusch). Bereits 1933, nach nur sieben Monaten, entließen ihn die Nationalsozialisten ohne Angabe von Gründen aus seinem Lehramt. Mataré zog sich während des Dritten Reichs in die sogenannte Innere Emigration zurück. So trafen sich Hanna und Ewald Mataré mit einer Gruppe politisch gleichgesinnter Freunde, den sogenannten „Kerzianern“, darunter das Ehepaar Alexander und Immeke Mitscherlich, Heinrich Nauen, Fritz Steinert, Werner Witthaus und auch Pastor Franz Vaahsen, nach 1933 nicht mehr öffentlich, sondern im privaten Kreis, um sich auszutauschen. Von ihnen wurde Mataré auch mit kleineren Aufträgen unterstützt.
1937 wurde im Rahmen der deutschlandweiten konzertierten Aktion „Entartete Kunst“ aus dem Kronprinzenpalais der Nationalgalerie Berlin, dem Kupferstichkabinett Berlin, dem Schlesischen Museum der Bildenden Künste Breslau, den Städtischen Kunstsammlungen Chemnitz, der Staatlichen Kunstgewerbebibliothek an der Akademie für Kunstgewerbe Dresden, dem Kupferstichkabinett Dresden, der Kunstsammlung der Stadt Düsseldorf, der Städtischen Kunstsammlung Duisburg, dem Museum für Kunst und Gewerbe Hamburg, dem Kestner-Museum Hannover, dem Provinzial-Museum Hannover, dem Pfälzischen Gewerbemuseum Kaiserslautern, dem Kaiser Wilhelm-Museum Krefeld, dem Museum der Bildenden Künste Leipzig, dem Museum Behnhaus Lübeck, dem Museum für Kunst und Kunstgewerbe Stettin, der Württembergischen Staatsgalerie Stuttgart, dem Nassauischen Landesmuseum Wiesbaden und dem Märkischen Museum Witten beschlagnahmt. Die Bronzeskulptur Lauernde Katze (1928) aus dem Kronprinzenpalais wurde in der Münchener Ausstellung 1937 und 1938 in weiteren vier Städten gezeigt. Als die Reichskammer der bildenden Künste 1938 in Berlin eine Verkaufsausstellung mit konfiszierten Werken aus deutschen Museen organisierte, waren zehn Tierplastiken von Ewald Mataré darunter. Matare erhielt jedoch kein Berufsverbot.
Die Plastik Aufbahrung des Helden, 1934 für das Ehrenmal in Kleve entstanden, wurde 1938 entfernt und zerstört. 1939 bekam Mataré den letzten öffentlichen Auftrag in der Zeit des Nationalsozialismus. Seit 1940 zog er sich häufiger in den Gasthof des ehemaligen Zisterzienserklosters Eberbach im Rheingau zurück. Mit kirchlichen Aufträgen konnte er in der Zeit der NS-Diktatur seinen Lebensunterhalt bestreiten. Sein Büdericher Atelier wurde durch eine Luftmine beschädigt.

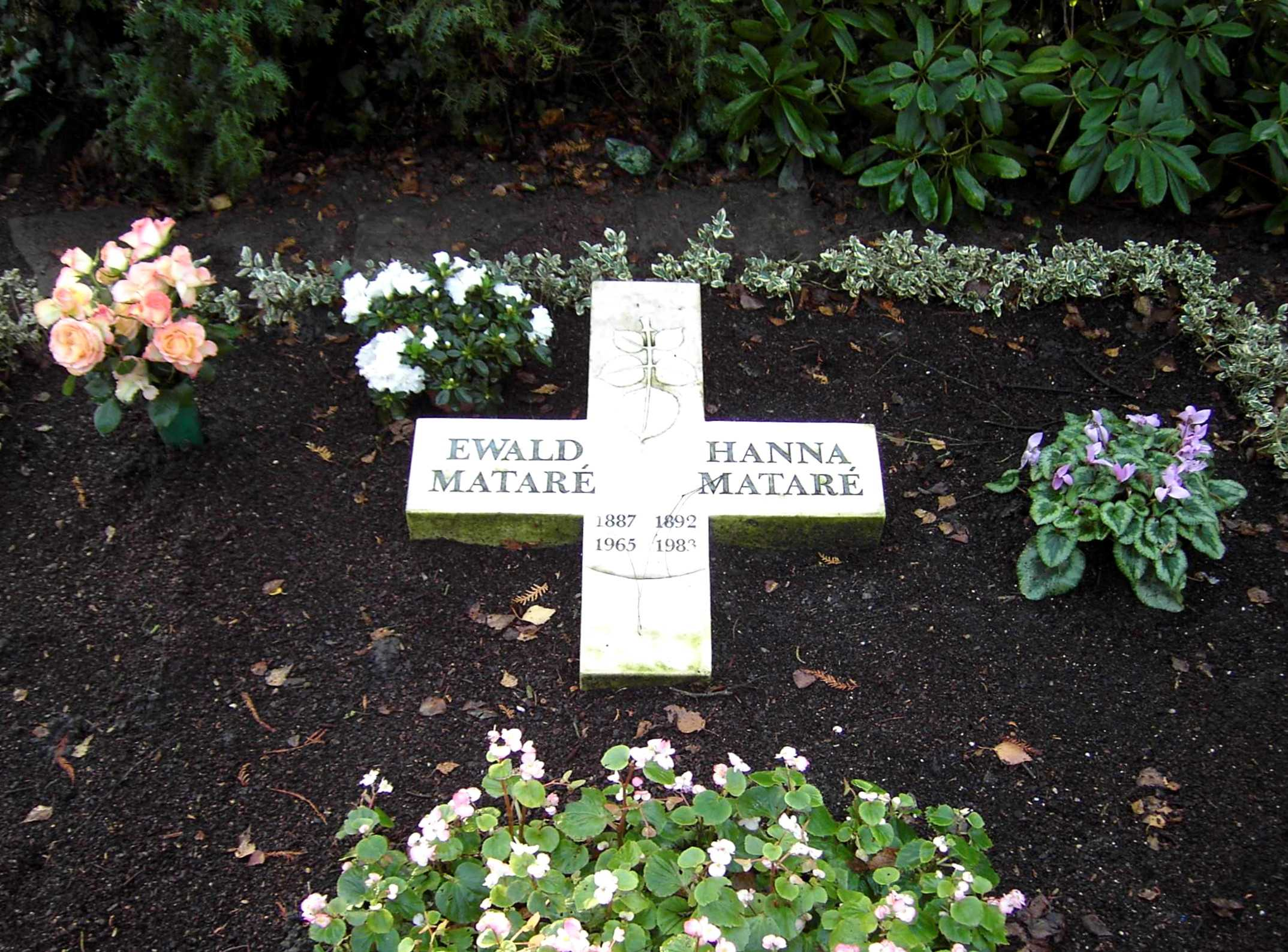
Grab Ewald Matarés mit dem von ihm geschaffenen Grabstein, Friedhof Meerbusch-Büderich (2011)

1945 lehnte Mataré den ihm angetragenen Posten als Direktor der Kunstakademie Düsseldorf ab, als seine Vorschläge für ein neues Ausbildungskonzept abgelehnt wurden. Er übernahm jedoch 1946 eine Bildhauerklasse an der Kunstakademie, wo er bis zu seiner Emeritierung 1957 als Professor tätig war. Zu seinen Schülern gehörten u. a. Joseph Beuys, Herrmann Focke, Paul Grimm, Günter Haese, Erwin Heerich, Elmar Hillebrand, Kurt Link, Hubert Löneke, Georg Meistermann und Adolf Westergerling. Mataré stand über viele Jahre in engem Austausch mit seinem Künstlerfreund Herbert Böttger, einem der bedeutendsten Vertreter des Magischen Realismus in Deutschland, der, wie Mataré, vom Niederrhein stammte und die Kriegsjahre in innerer Emigration, gleichwohl weiterhin malend, verbracht hatte. Für ihn schuf er das Grabmal, das bis heute das Grab Böttgers in Meerbusch-Büderich schmückt.
Ab 1947 bekam Mataré zahlreiche öffentliche, darunter bedeutende kirchliche Aufträge, die ihm internationale Anerkennung brachten, wie die Bronzetüren für das Südportal des Kölner Doms, das Westfenster des Aachener Doms, die Portale der Weltfriedenskirche in Hiroshima und das Salzburger Domportal. 1954 schuf er auf Anregung von Hans Kollwitz mit seinen Meisterschülern Erwin Heerich und Joseph Beuys eine Nachbildung der trauernden Eltern von Käthe Kollwitz für die Gedenkstätte Alt.St. Alban am Gürzenich in Köln. 1949 gehörte er zu den Mitbegründern der Neuen Rheinischen Sezession. Ab 1951 war Mataré im Vorstand, von 1961 bis 1965 im Ehrenvorstand des Deutschen Künstlerbundes. Er erhielt nationale und internationale Ehrungen und nahm 1955 und 1959 an der documenta I und II in Kassel teil. Auch nach der Emeritierung 1957 behielt er sein Atelier an der Kunstakademie Düsseldorf. Er starb 1965 an den Folgen einer Lungenembolie. Das Grab von Mataré und seiner Frau befindet sich auf dem Friedhof in Meerbusch-Büderich. Es ist seit 2009 Ehrengrab der Stadt. Das Geburtsjahr 1892 von Hanna auf dem Grab ist möglicherweise nicht korrekt, die Deutsche Biographie gibt 1891 an.

### Persönliche Daten
Die wichtigste Quelle zu Matarés Persönlichkeit und zu seinem Schaffen sind die Tagebücher, die er von 1915 bis 1965 führte. In ihnen äußerte er sich ausführlich über die Entstehung einzelner Werke, seine künstlerischen Intentionen sowie über persönliche und alltägliche Probleme.
1963 wurde Mataré Ehrenmitglied der katholischen Studentenverbindung Suevia-Köln im KV und hielt dort auch mehrere Vorträge.
Seine Tochter Sonja Mataré (* 9. August 1926 in Aachen; † 7. Oktober 2020 in Büderich), ausgebildete Goldschmiedin, hat in Zusammenarbeit mit dem Museum Kurhaus Kleve große Teile des Nachlasses wissenschaftlich bearbeitet.
Sein Neffe Herbert Franz Mataré (1912–2011) war Physiker und gilt als Miterfinder des „europäischen Transistors“ im Jahre 1948.

## Nachlass und Ehrung
Matarés künstlerischer Nachlass wurde 1988 vom Museum Kurhaus – Ewald Mataré-Sammlung in Kleve erworben. Dort wird sein Werk ausgestellt und dokumentiert.
Im Rahmen der Europäischen Gartenschau EUROGA 2002 plus richtete die Stadt Meerbusch in Büderich den Kunstweg Mataré und seine Schüler ein. Er umfasst inzwischen 18 Objekte.
Im November 2012 wurde an seinem Geburtshaus in der Aachener Schlossstraße 10 eine von dem Künstler Thomas Torkler gestaltete Gedenktafel angebracht.

## Werk
Die Handzeichnungen aus Matarés künstlerischen Anfängen in Aachen und Berlin sind realistisch-konventionell gestaltet und zeugen von einem sicheren Strich. Abbildungen von frühen, nicht erhaltenen Gemälden lassen expressionistische und kubistische Tendenzen erkennen. Sie entstanden während Matarés langjähriger akademischer Ausbildung und spielen für den Fortgang und die Bewertung seines weiteren Schaffens keine Rolle.
Im Sommer 1920 machte Mataré einen radikalen stilistischen Neuanfang. Bei einem Aufenthalt auf der Nordseeinsel Wangerooge entstanden mehr als 100 Holzschnitte. Mataré schnitt Tiere, Porträts und Landschaften ohne Vorzeichnung in angeschwemmte Fundhölzer und setzte sich technisch und stilistisch mit dem deutschen Expressionismus auseinander. Beziehungen zu Karl Schmidt-Rottluff sind unverkennbar. Mataré setzte auf flächige Schwarz-weiß-Kontraste, betonte die Konturen, vereinfachte seine Motive radikal und verband sie oft durch Schraffuren mit dem Hintergrund zu einem ornamentalen Liniengefüge. Schon 1916 notierte er in seinem Tagebuch: „Man muß die Natur besiegen, um zur Kunst zu gelangen“. Diese Bemerkung steht wie ein Leitmotiv über seinem gesamten Schaffen. Bereits bei den ersten Holzschnitten dominiert das Motiv der Kuh. Von der Naturbeobachtung ausgehend, fand Mataré zu dem Motiv, das ihn zeit seines Lebens beschäftigte. Später wurde das in vielen Kulturen als heilig verehrte Tier bei ihm zur Trägerin mythischer Vorstellungen.
Mataré setzte sich nicht nur mit den Spielarten des Expressionismus, sondern auch mit den geometrisierenden Tendenzen des Kubismus auseinander. 1923 besuchte er das Bauhaus in Weimar. Im Laufe der zwanziger Jahre entwickelte er Stil und Technik des Holzschnitts weiter. Das Tier interessierte ihn nicht mehr als Individuum in einer bestimmten Situation, sondern es erscheint in Doppelung und in zeitloser Gültigkeit. Das schwarzweiß gefleckte Fell der Kühe dient als Ausgangspunkt für eine klare, manchmal geometrische Strukturierung. Die rhythmische Reihung und Überschneidung von Tieren setzte er in immer neuen Varianten bis in sein Spätwerk fort.
Als Mataré im Sommer 1922 auf der Nordseeinsel Spiekeroog intensiv mit vollplastischen Arbeiten begann, war er bereits 35 Jahre alt. Am Anfang entstanden Porträts und menschliche Figuren, häufig Torsi. Bald dominierten auch bei den Holzskulpturen Tiermotive wie Kühe, Katzen, Pferde, Schafe, Tauben und Eulen. Matarés Vorstellungen zielten auf geschlossene Formen, klare Konturen und glatte Oberflächen. Formale Parallelen zum Vorgehen des rumänischen Bildhauers Constantin Brâncuși sind unverkennbar. In der Bildhauerei waren für Mataré im klassisch-traditionellen Sinn das haptische Erleben der Skulptur und die Gestaltung des körperlichen Volumens die entscheidenden Kriterien und Herausforderungen. Er legte keinen Wert auf mimetische Darstellung, sondern verzichtete zugunsten der Geschlossenheit der Form und des Konturs auf Details. Mit der zunehmenden formalen Reduzierung ging auch eine inhaltliche einher. Indem er das Tier von allen Zufälligkeiten der Umgebung befreite, erfasste er es in seinem Wesen, in seiner eigentlichen Existenz. Dabei variierte er die Darstellungsform mit den verschiedenen Tiergattungen. Beim Motiv der Kuh faszinierte ihn besonders die in sich ruhende Existenz des Tieres, sein einfaches Da-Sein. Bei den Pferdedarstellungen hingegen betonte er deren Eleganz und Leichtigkeit.
Gegen 1930 setzte sich in allen Schaffensbereichen – Skulptur, Holzschnitt, Aquarell – die Tendenz zu weicherer Linienführung und eher ornamentaler Gestaltung durch. Motive wurden harmonisch in die Fläche eingebunden. In Matarés Verständnis hatte das Ornament nicht in erster Linie die Funktion eines schmückenden Beiwerks, sondern er sah es als Ausdruck für die innere Ordnung der Natur an, als sichtbaren Teil eines unsichtbaren größeren Ganzen.

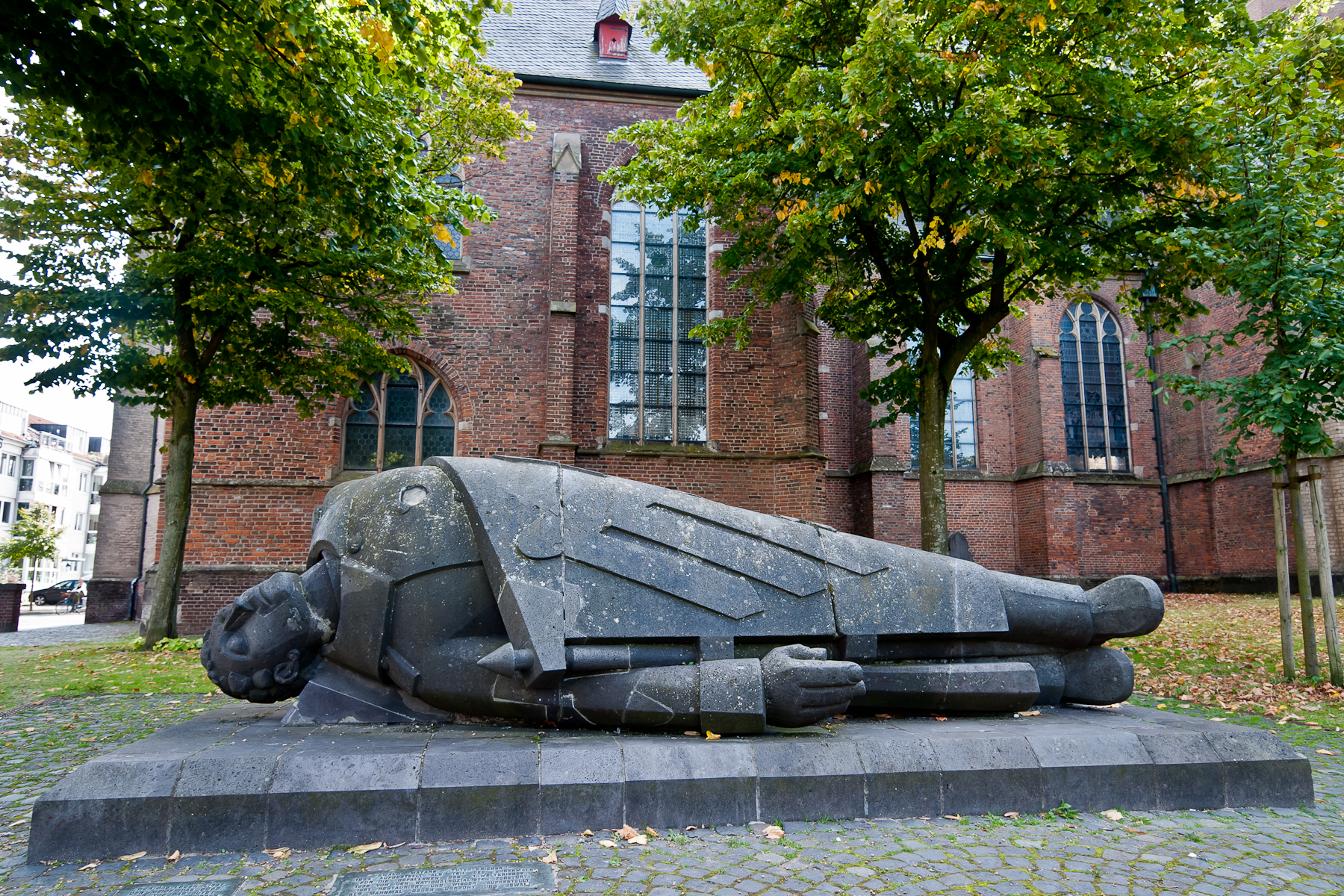
Ewald Mataré: Toter Krieger, 1934 als Teil des Gefallenen-Ehrenmals in Kleve aufgestellt, 1938 von den Nationalsozialisten zerstört. Restaurierung und Neuaufstellung 1981

Als Matarés Situation unter der NS-Kunstdiktatur immer schwieriger wurde, bekam er Aufträge von privater, vor allem aber von kirchlicher Seite. Die sakrale Kunst trat nun in den Mittelpunkt seines Schaffens, nachdem seit 1920, dem eigentlichen Beginn seiner künstlerischen Laufbahn, Religiöses kaum eine Rolle gespielt hatte, abgesehen von einigen wenigen Pietà-Darstellungen. Vor allem die Aufträge von Prälat Müller in Köln-Hohenlind (Triumphierender Christus, 1940–1943, heute St. Rochus, Düsseldorf) und von Pastor Vaahsen für St. Remigius in Düsseldorf-Wittlaer (Kreuzigungsgruppe, 1937–1938) führten dazu, dass Mataré sich intensiv mit religiösen Motiven auseinandersetzte. Dabei ließ er sich von romanischen Vorbildern inspirieren. Die reduzierten Formen und die strenge Stilisierung der mittelalterlichen Skulpturen kamen seinen eigenen Vorstellungen entgegen.
Die sakralen Arbeiten der dreißiger Jahre dienten Mataré nicht nur dazu, materiell und künstlerisch zu überleben, sondern sie bildeten auch das Fundament für die bedeutenden kirchlichen Auftragsarbeiten der Nachkriegszeit, die seinen Ruf als international anerkannten Bildhauer begründeten. Neben den großen sakralen Werken schuf Mataré zahlreiche kirchliche Ausstattungsgegenstände wie Kruzifixe, Kelche und Kerzenständer. Quantitativ nehmen die religiösen Stoffe in seinem Schaffen ungefähr den gleichen Raum ein wie die profanen.
Seit 1942 entwickelte Mataré bei seinen Aufenthalten in Eberbach einen neuen Typus von Tierplastiken: kleine Bronzen, die Bezeichnungen wie Dreieck-Kuh, Abstraktion einer Kuh oder Zeichen einer Kuh tragen. Mit den harten geometrischen Strukturen dieser Arbeiten griff Mataré auf ein Formenrepertoire zurück, das er bereits in den zwanziger Jahren entwickelt hatte, damals in Reaktion auf den Kubismus. Die strenge Geometrisierung dieser Skulpturen streift die Grenze zur Abstraktion. Sie veranschaulicht Matarés Aussage von 1947 „Ich will kein ästhetisches Kunstwerk mehr – ich mache mir einen Fetisch.“
Nach dem Zweiten Weltkrieg wurde Mataré mit der Rückberufung an die Düsseldorfer Kunstakademie und mit den Aufträgen für das Südportal des Kölner Doms (1947–1954) einer der bedeutendsten und einflussreichsten deutschen Bildhauer. Bei den Kölner Domtüren verwendete er, um sich gegen das figurenreiche neugotische Gewände abzusetzen, großflächige Bronzeplatten, in die er sparsam und in wohldurchdachter mathematischer Ordnung zeichenhaft Mosaike, Reliefs und Ornamente setzte. Beim Portal der Weltfriedenskirche in Hiroshima (1953–1954) verband Mataré eine stark abstrahierende Gliederung in Kreuzform mit zeichenhaften Darstellungen aus der christlichen Ikonographie. Darin spiegelt sich der Einfluss der damals dominierenden abstrakten Kunst wider.
Nach dem Krieg kehrte Mataré zum Holzschnitt zurück. Auf den Farbholzschnitten der Jahre 1946 bis 1953 erscheinen häufig Tiermotive, zeichenhaft reduziert und sich überschneidend, auf nur angedeuteter Weide. In ihrer formalen Konsequenz und inhaltlichen Verdichtung gehören diese Arbeiten zu den Höhepunkten nicht nur in Matarés Schaffen, sondern der deutschen Holzschnittkunst des 20. Jahrhunderts.

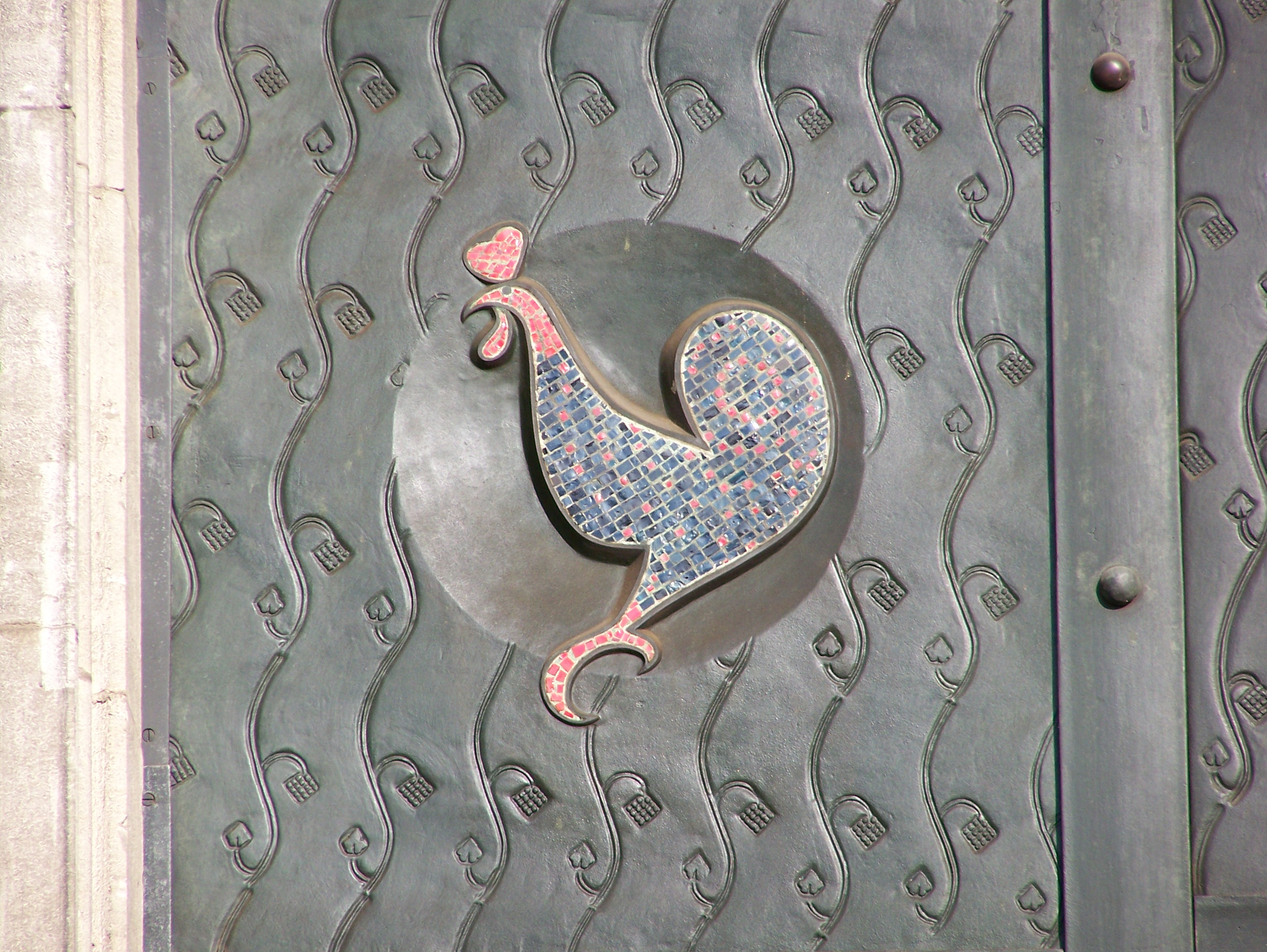
Südportal des Kölner Doms, Papsttür, 1948, Detail
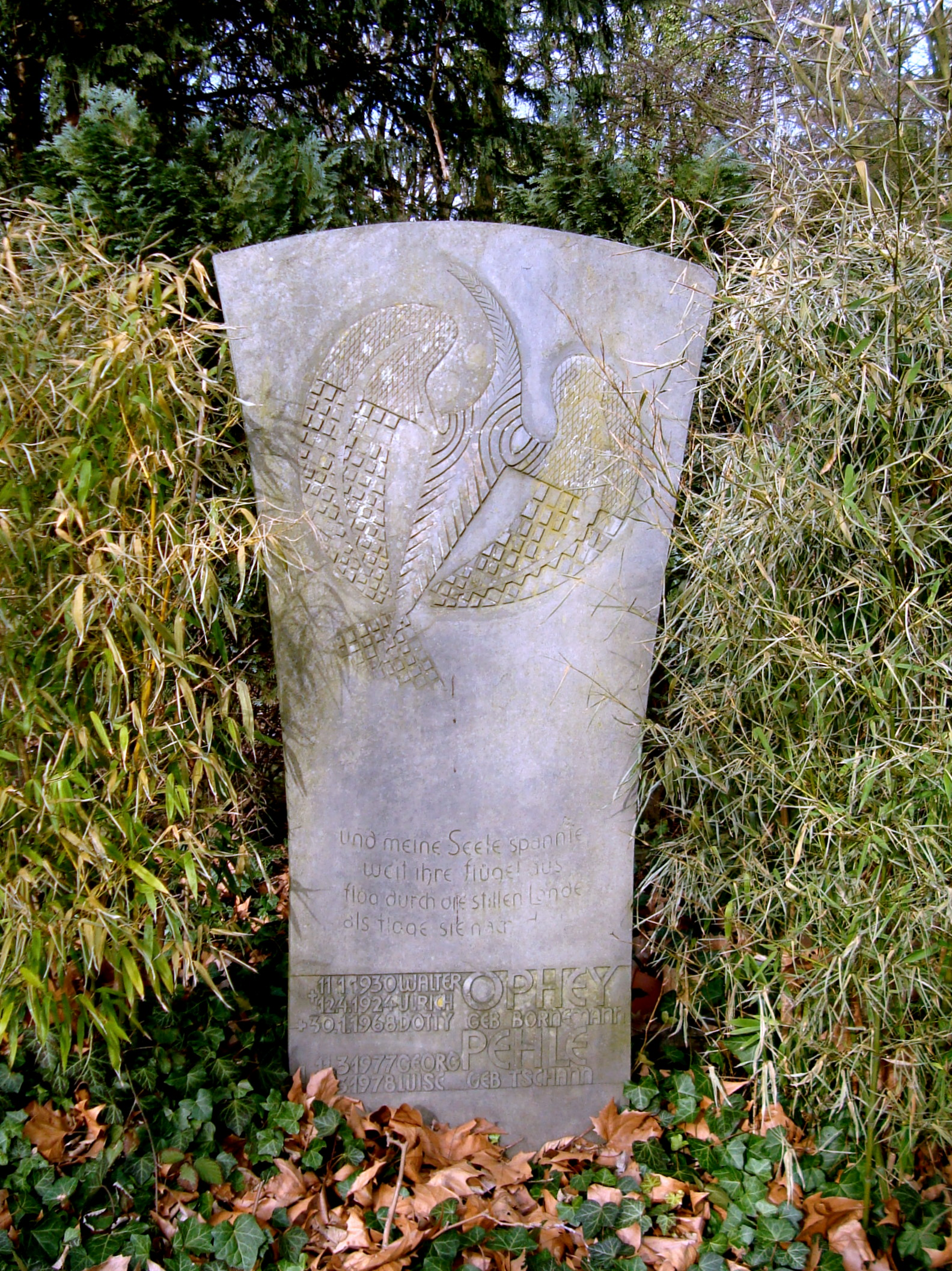
Grabplatte Walter Ophey, 1950, (Entwurf: Ewald Mataré, Ausführung: Joseph Beuys), Friedhof Düsseldorf-Heerdt
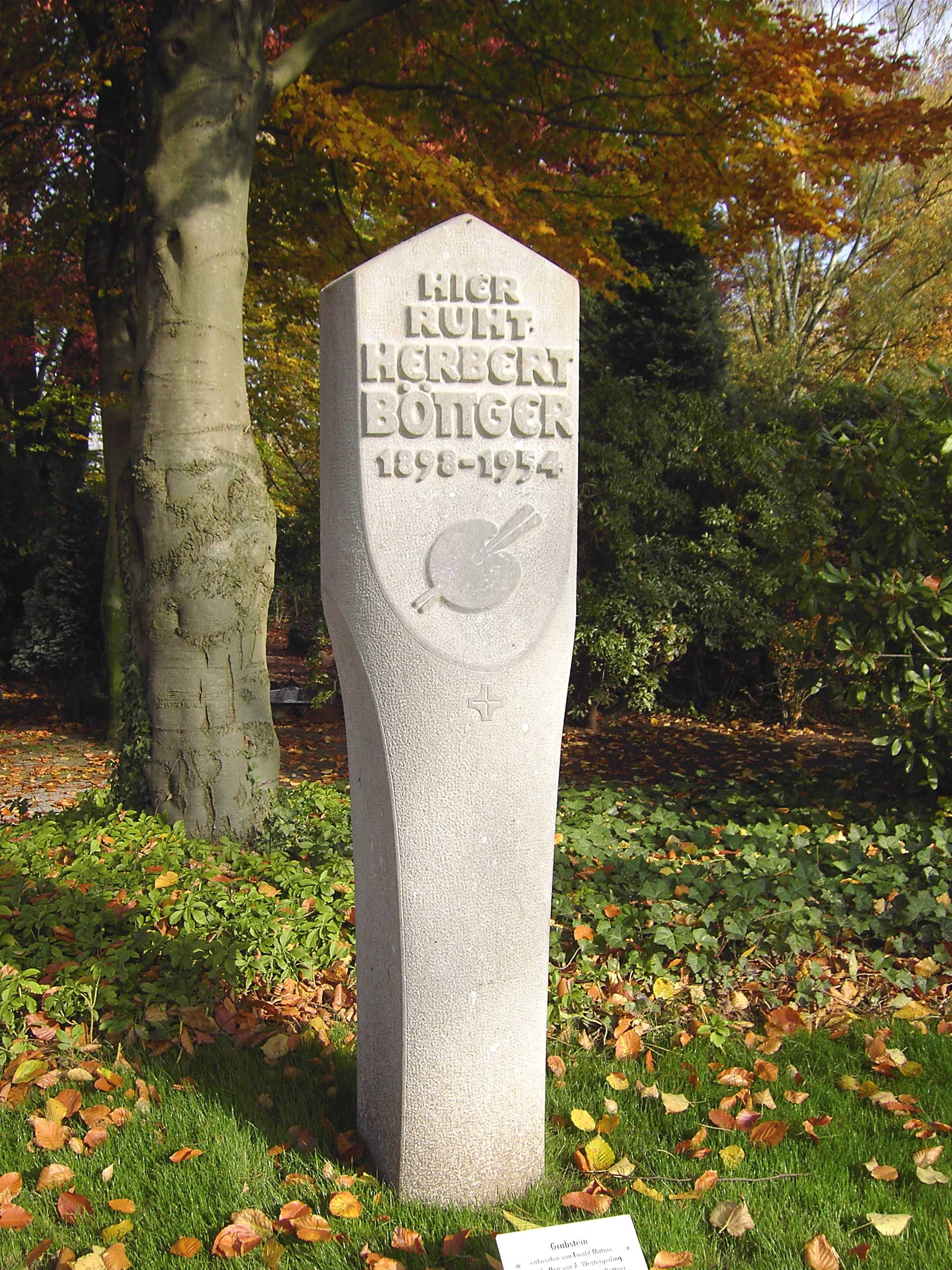
Grabmal Herbert Böttger, 1957, (Entwurf: Ewald Mataré, Ausführung: Adolf Westergerling) Friedhof Meerbusch-Büderich
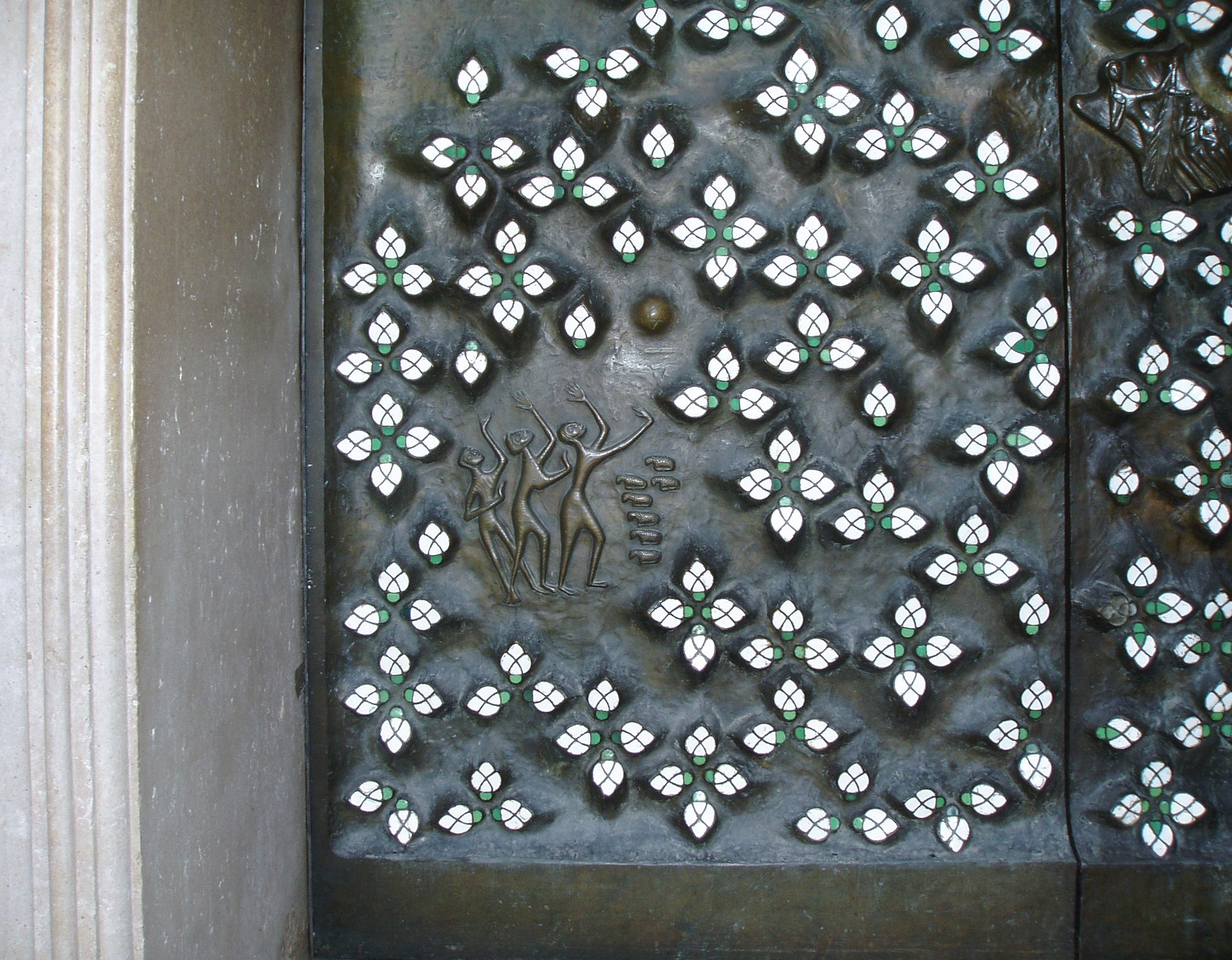
Salzburger Dom, „Tor der Hoffnung“, 1956–1958, Detail
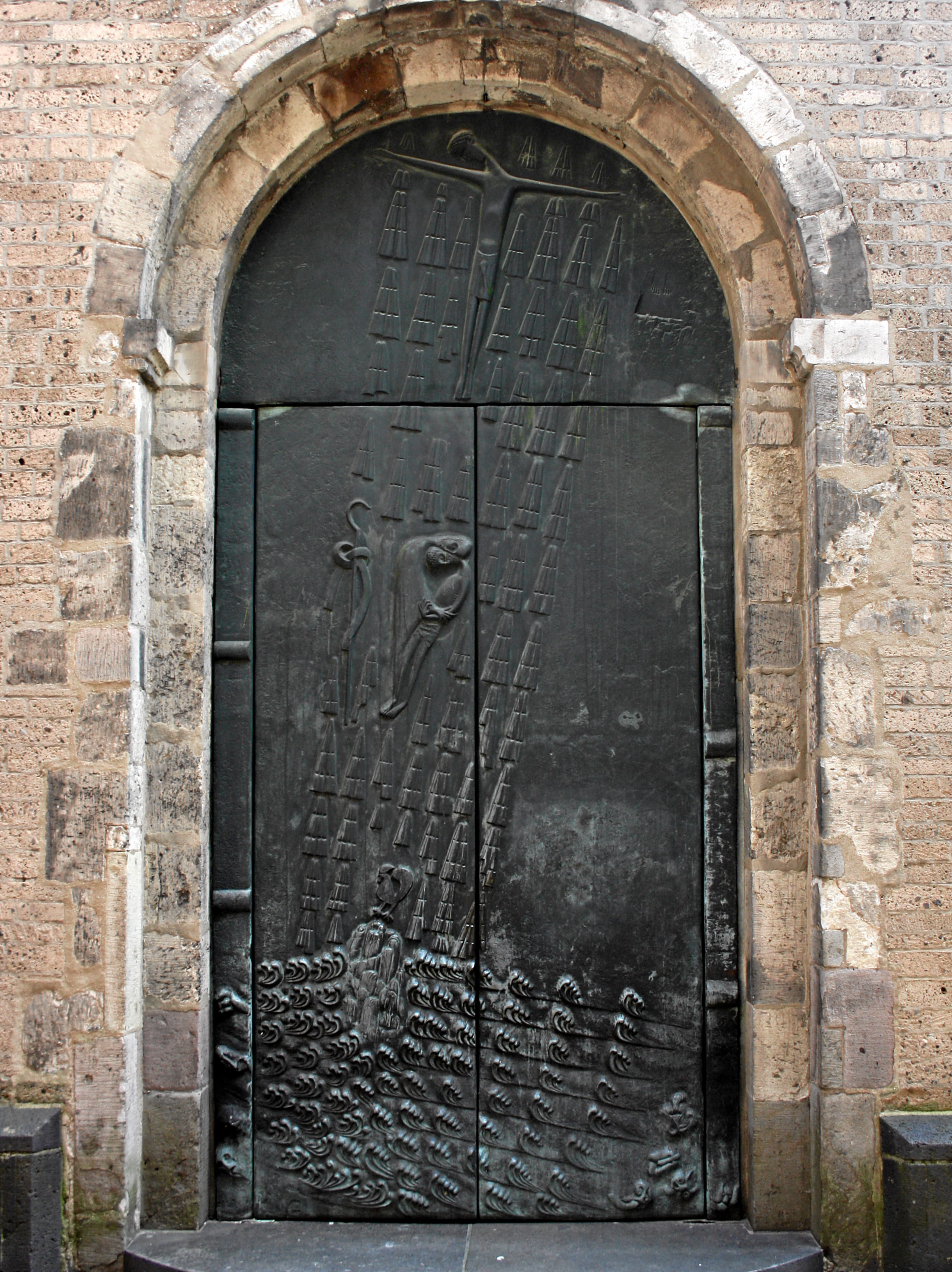
Bronzeportal St. Lambertus, Düsseldorf, 1958–1960
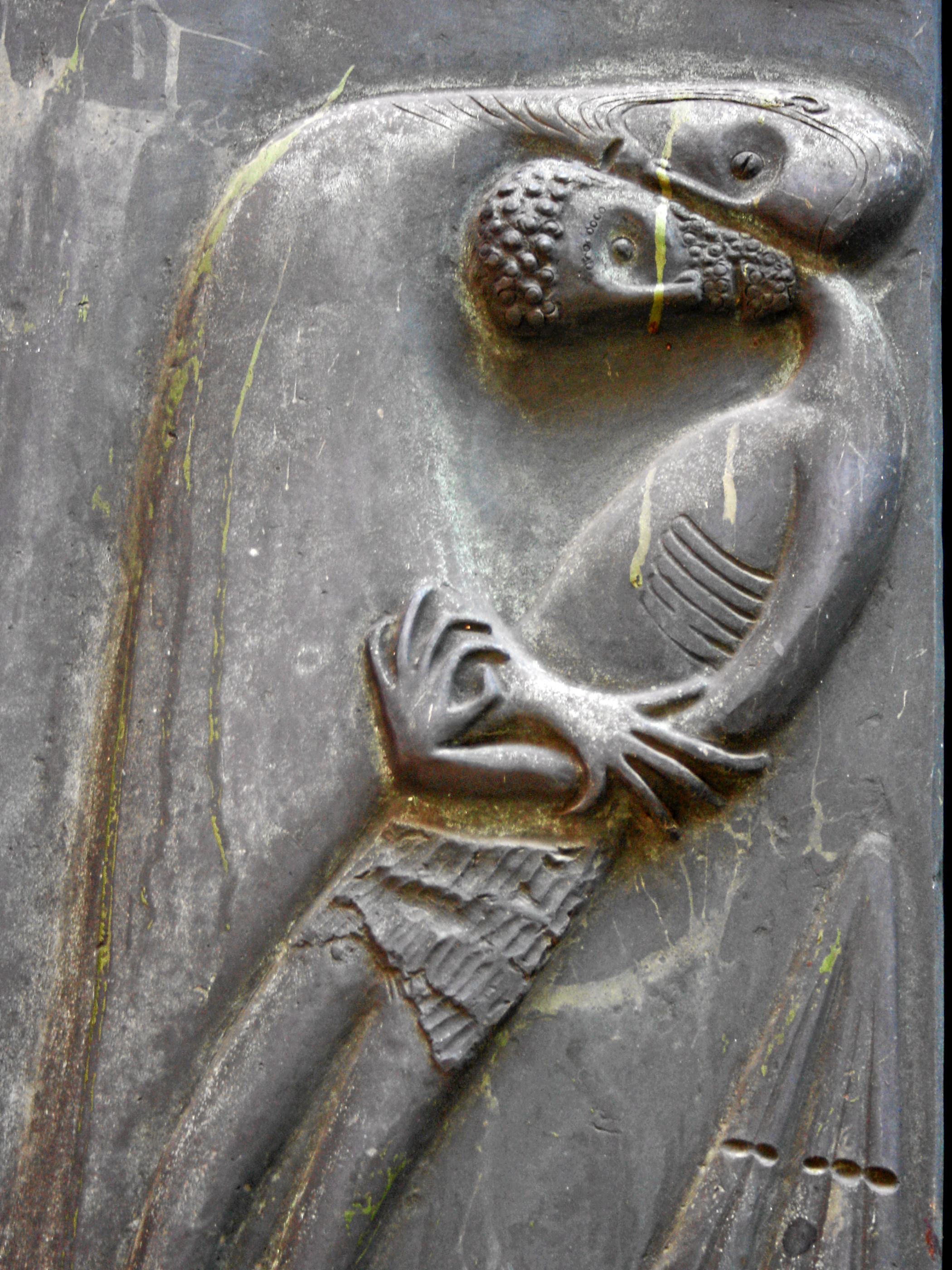
Detail des Bronzeportals St. Lambertus, Düsseldorf
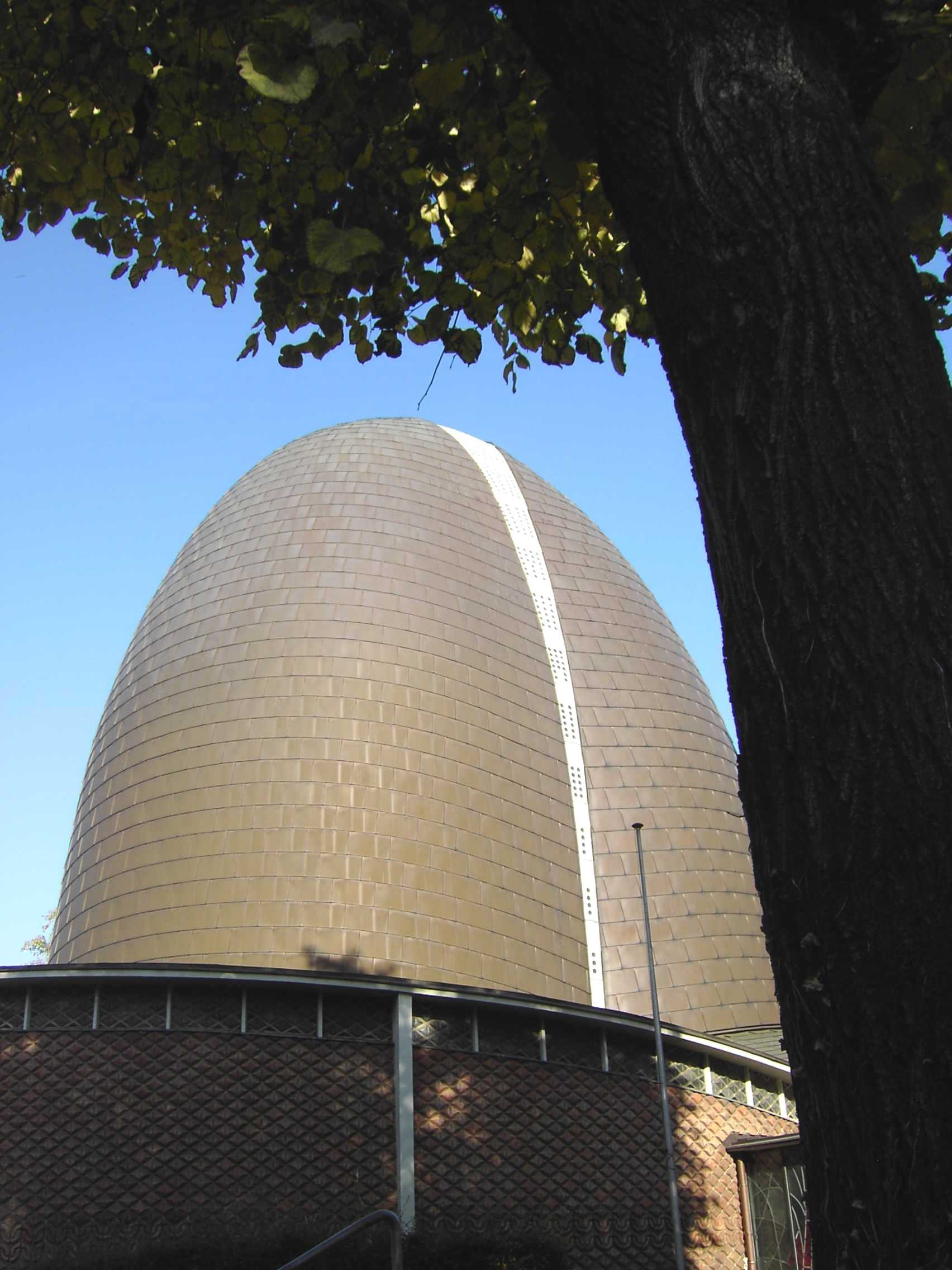
St. Rochus, Düsseldorf, Fassadengestaltung, 1962
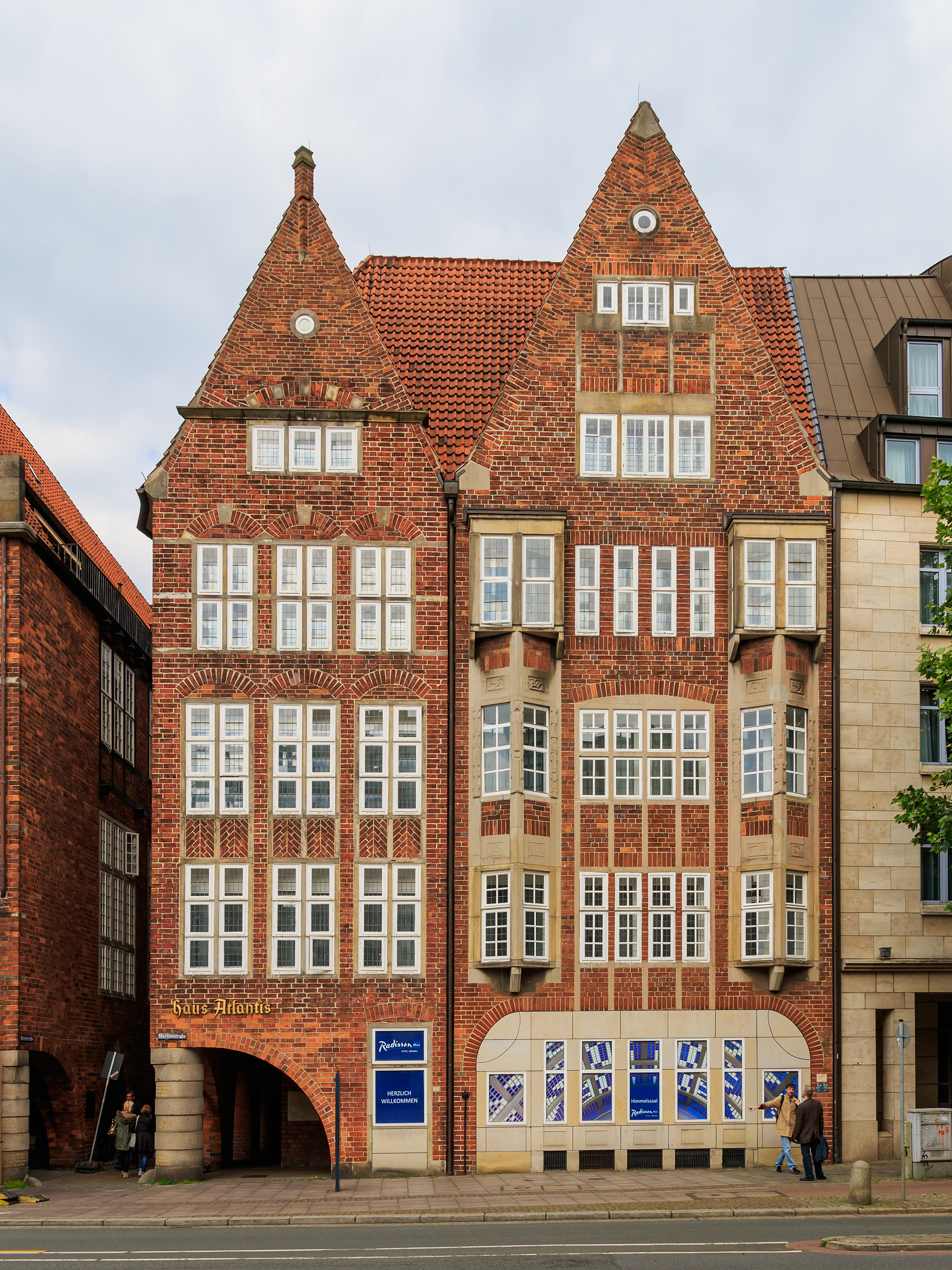
Haus Atlantis in der Bremer Böttcherstraße (Ansicht von der Martinistraße)
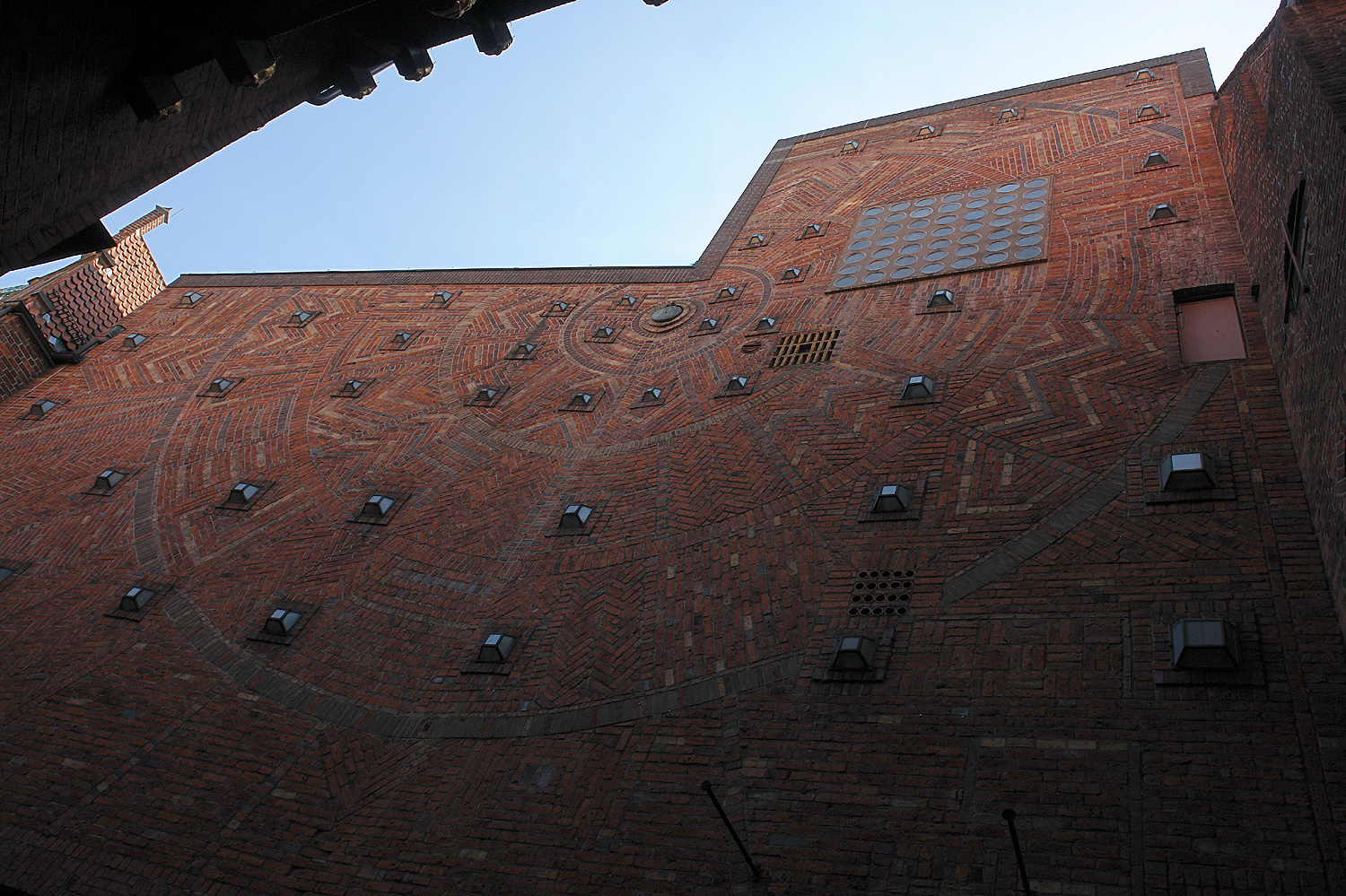
Fassade des Hauses Atlantis Richtung Böttcherstraße. Fertigstellung am 29. März 1965
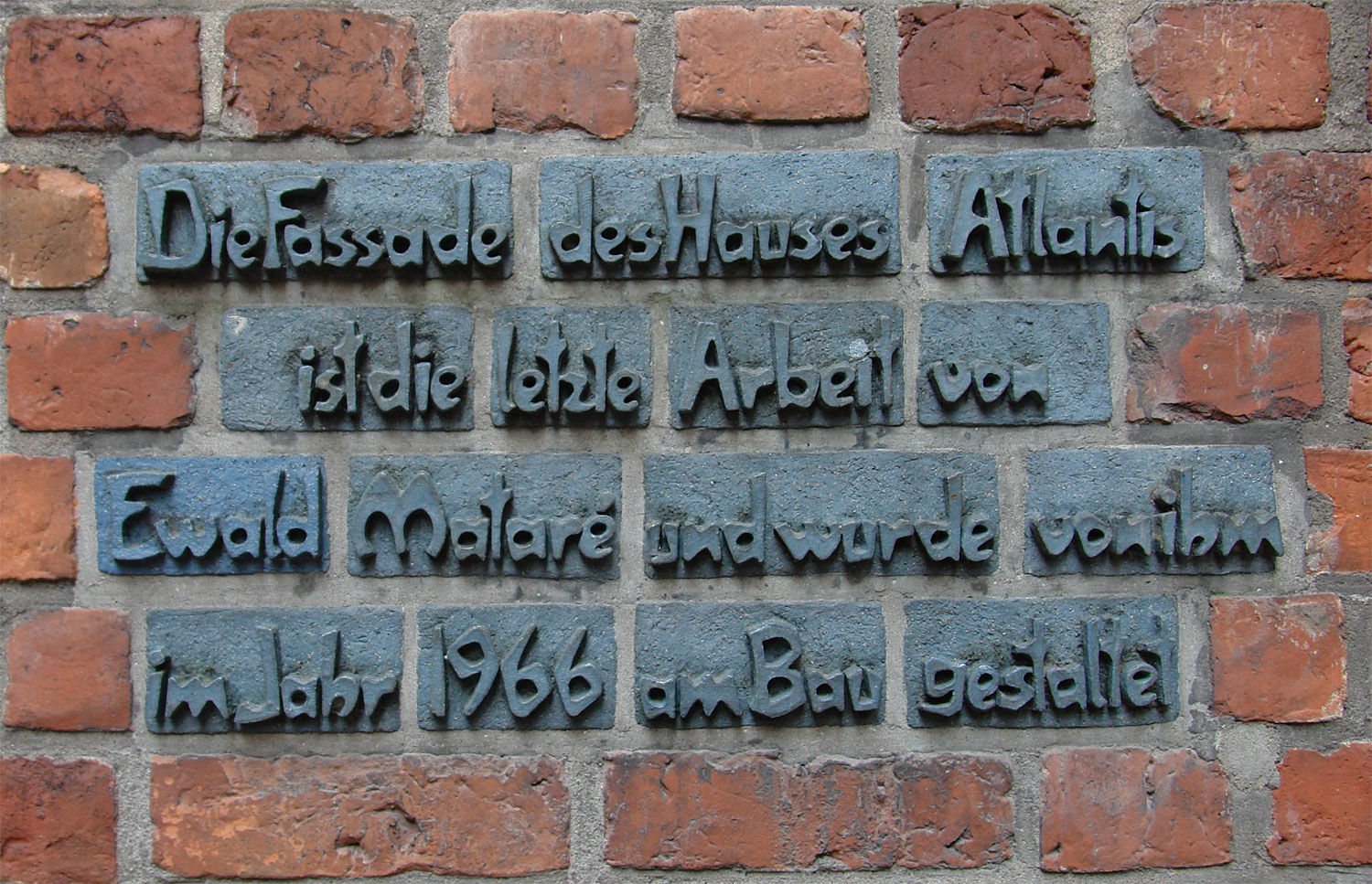
Gedenktafel am Haus Atlantis
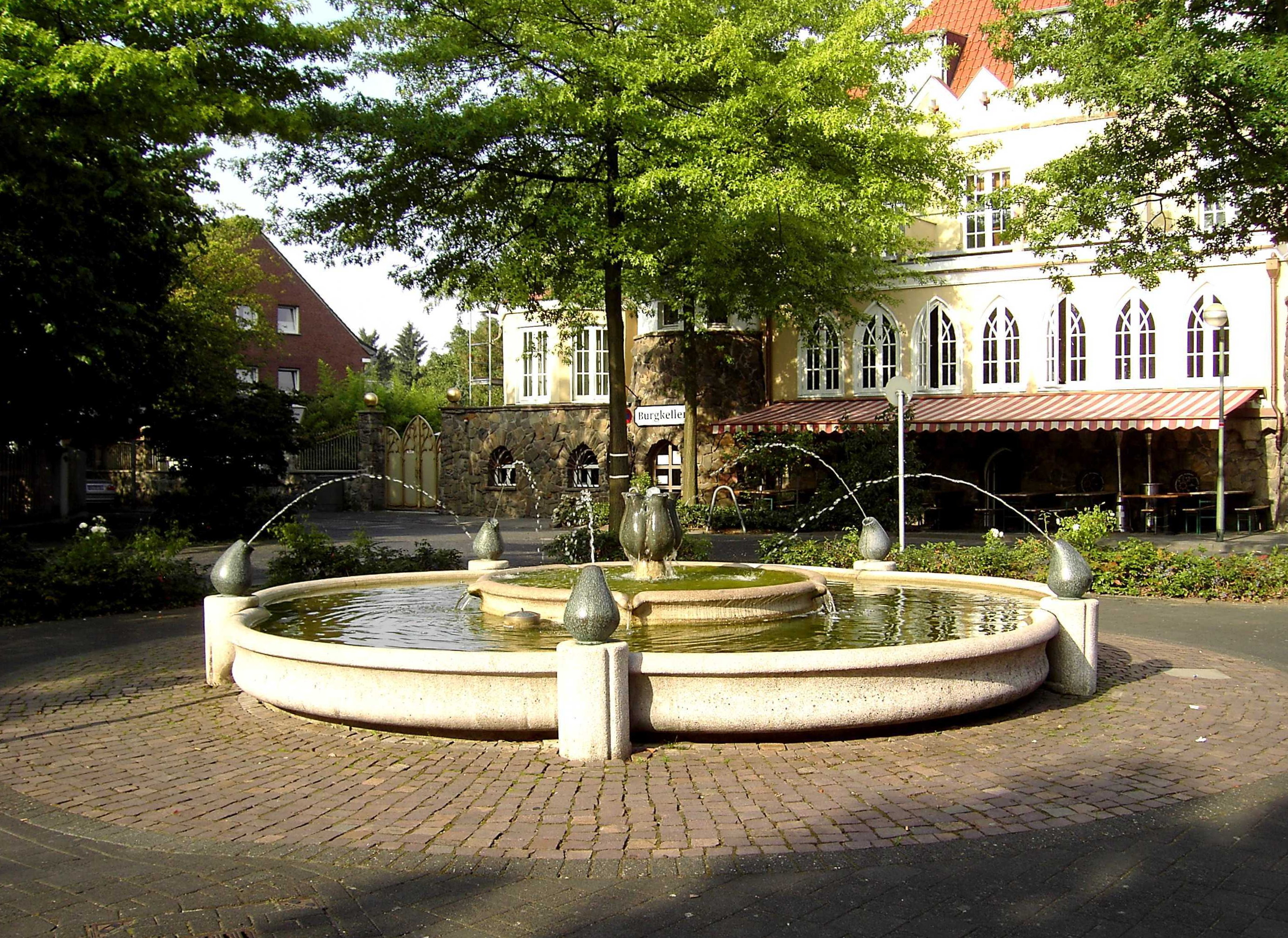
Mataré-Brunnen, posthum 1967, Meerbusch-Büderich, Am Landsknecht
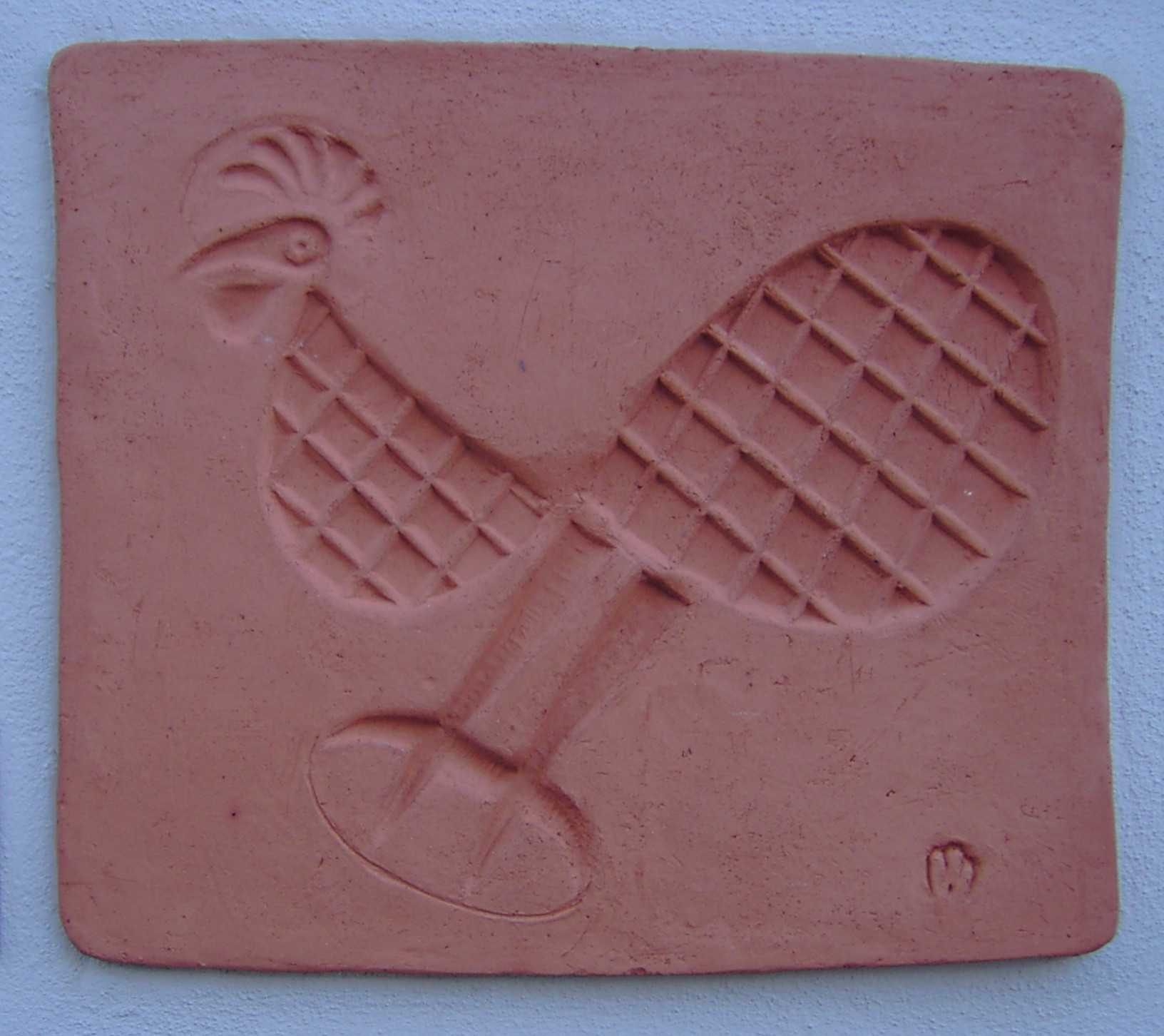
Relief mit Hahn III, posthum 2008, Meerbusch-Büderich, Dückerstraße
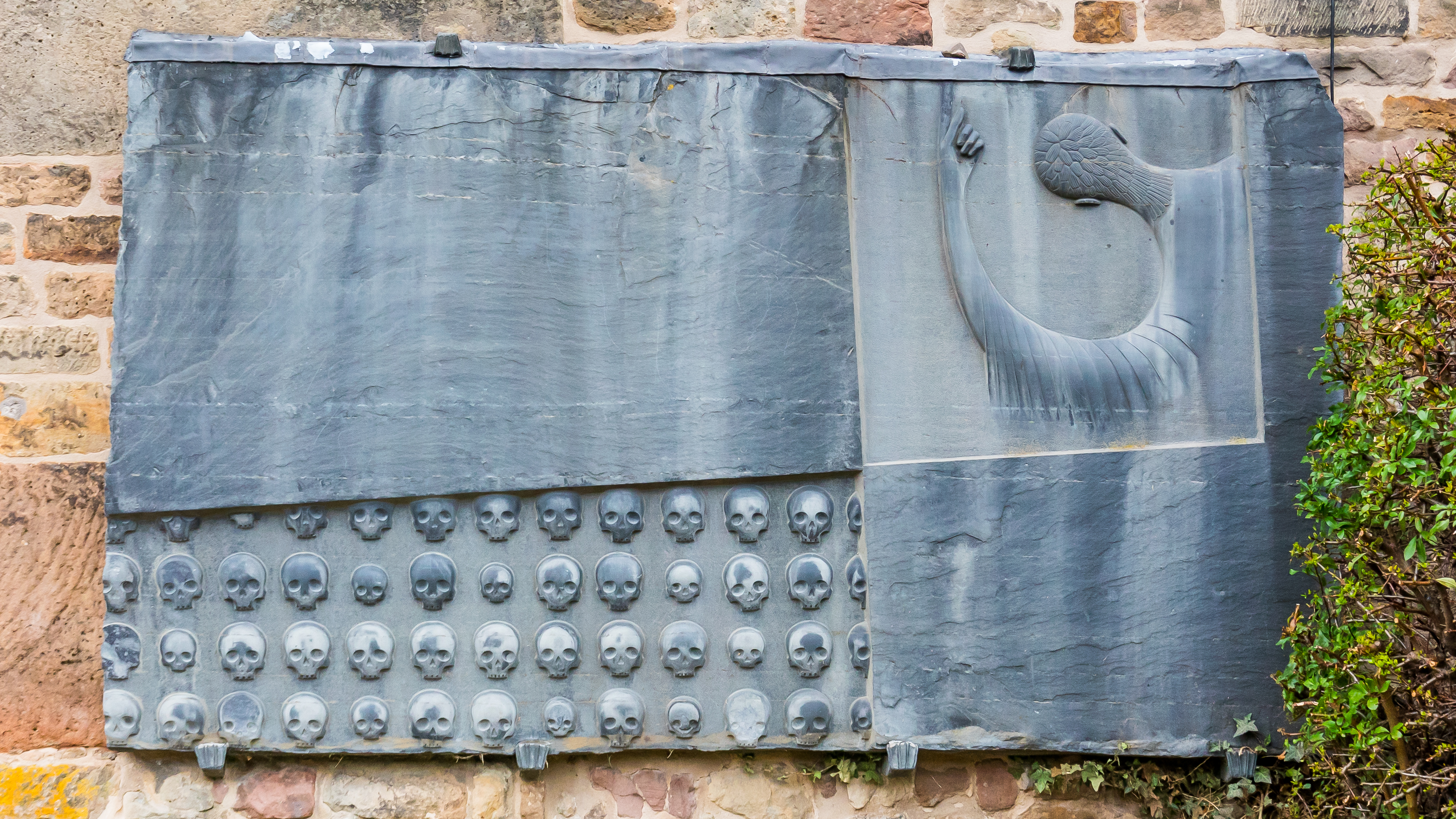
Michaelskirche Fulda, Denkmal für die Opfer der zwei Weltkriege 1962
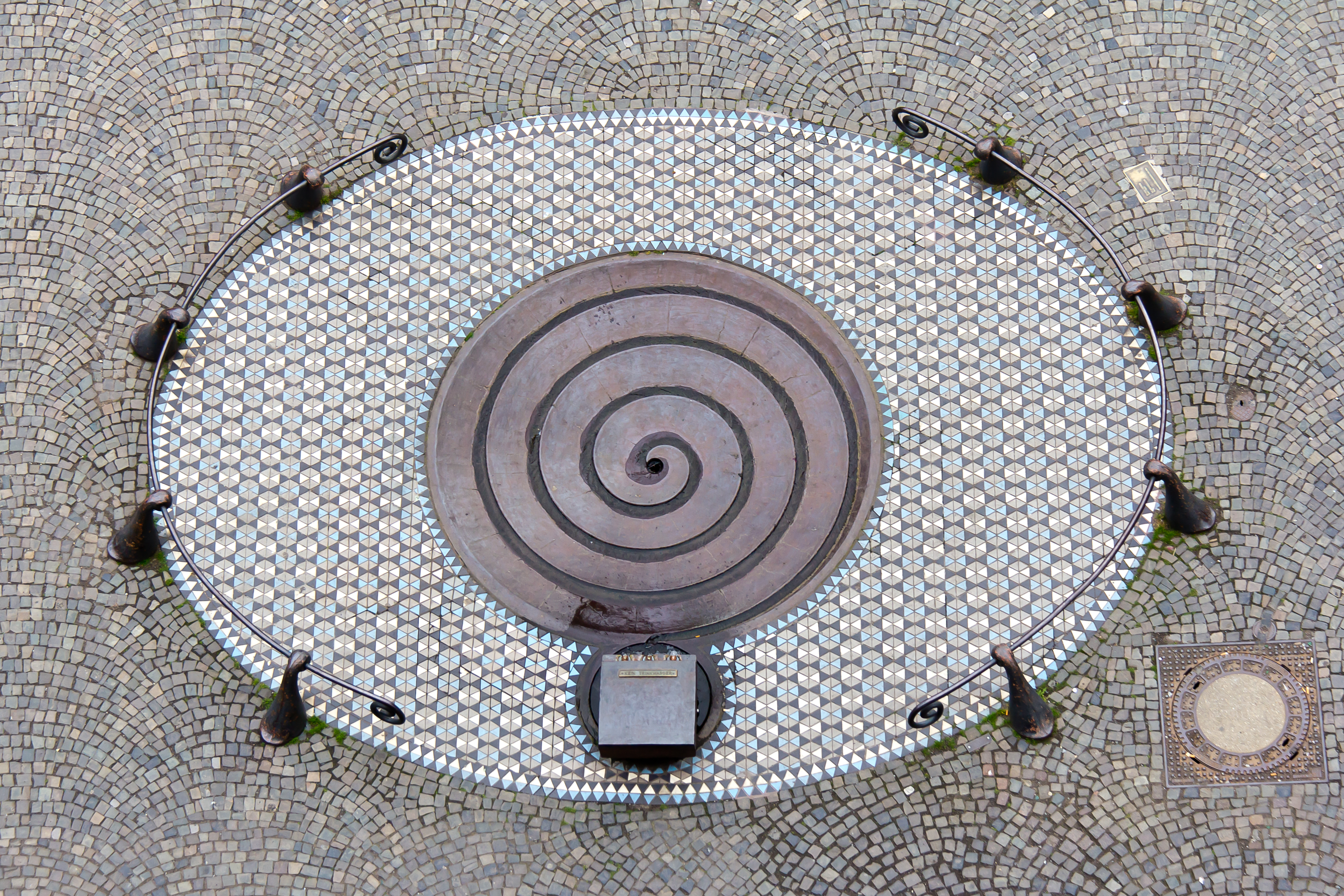
Der Taubenbrunnen in Köln
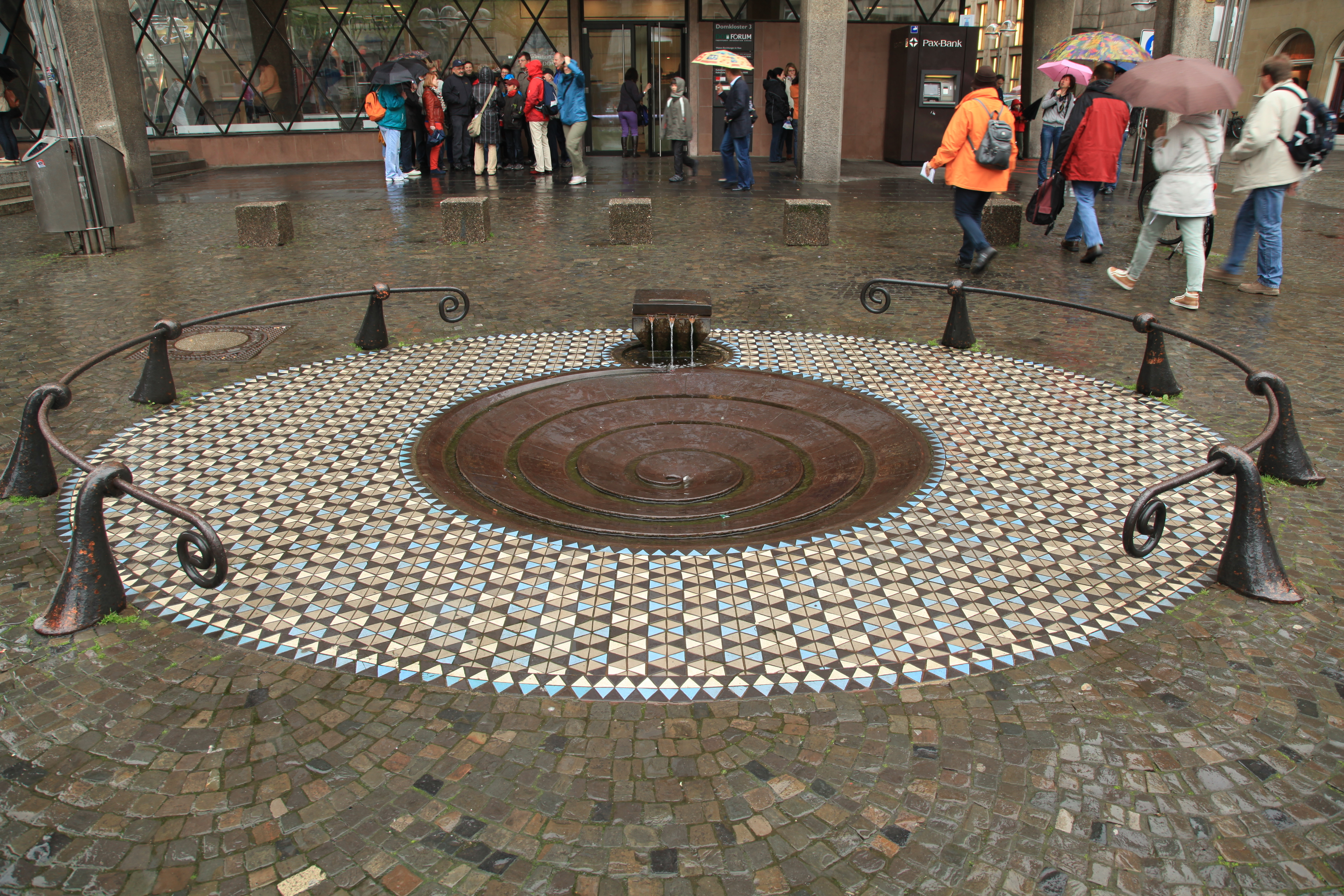
Taubenbrunnen auf der Domplatte in Köln

1920 bis 1956 entstanden mehr als 200 Aquarelle, fast ausschließlich Landschaften, nur wenige Porträts oder Tiere. Sie wurden zu Matarés Lebzeiten nur selten öffentlich gezeigt. Ihre Entstehung ist eng mit seinen Reisen verbunden. Die Aquarelle der 1920er Jahre aus Italien lassen noch leichtes expressionistisches Pathos erkennen. Im Gegensatz zur Plastik und zum Holzschnitt, bei denen er sich zunehmend vom Natureindruck entfernte, notierte Mataré bei den Aquarellen häufig Naturausschnitte und Details mit oft altmeisterlicher Genauigkeit. Sie lassen als Vorbild Albrecht Dürer erkennen, den Mataré sehr verehrte. Die klar strukturierten Kompositionen der Büderich-Aquarelle von 1945 bis 1947 mit den blockhaft-kubisch aufgefassten Häusergruppen zeigen, dass Mataré auch als Maler die Natur mit den Augen des Bildhauers sah. Durch das verhaltene Kolorit erscheinen die Motive wie durch einen Schleier gesehen und der Wirklichkeit entrückt.

## Würdigung
Mataré ist einer der wichtigsten Künstler der Klassischen Moderne in Deutschland. In Auseinandersetzung mit den Strömungen der europäischen Avantgarde, wie dem Expressionismus und Kubismus, entwickelte er vor dem Zweiten Weltkrieg seinen Stil und seine eigene Ikonografie. Mit den fast gleichaltrigen Wilhelm Lehmbruck (1881–1919) und Gerhard Marcks (1889–1981) gehörte er zur letzten Generation bedeutender deutscher Bildhauer im konventionellen Sinn. In der Tradition eines Aristide Maillol verstand er die Plastik als die Kunst des Tastbaren. Wie jener legte Mataré Wert auf formale Geschlossenheit und entwickelte seine plastische Sprache aus der Körperarchitektur heraus.
Matarés eigenständigste Leistung ist ohne Zweifel die Tierfigur, bei der er unter Verzicht auf Details und in Zusammenfassung des Körpervolumens die individuelle Erscheinungsform überwand und zu einer allgemeingültigen Aussage über die Kreatur und den Schöpfungsgedanken kam. Im sakralen Bereich fand er im Rückgriff auf frühere Epochen nach dem Zweiten Weltkrieg zu neuen Ausdrucksmöglichkeiten, geprägt durch stilisierte Figürlichkeit, häufig eingebunden in abstrakte Ornamentik. Diese gemäßigte Moderne blieb für die sakrale Kunst in Deutschland seit den 1950er Jahren bis heute stilbildend.
Mataré machte keinen Unterschied zwischen freier und angewandter Kunst. Für ihn gab es keine Hierarchie von Motiv, Material oder Kunstgattung. Von Hand aufgebaute Gefäße und sakrale Ausstattungsstücke hatten für ihn die gleiche Bedeutung wie freiplastische Arbeiten und kirchliche Großaufträge.
Mataré übte nicht nur durch sein umfangreiches öffentliches Werk, sondern auch als akademischer Lehrer großen Einfluss aus.
Er band seine Schüler in die großen und kleineren Auftragsarbeiten der Nachkriegszeit ein und übertrug ihnen dabei wichtige Aufgaben. Manchmal überließ er ihnen, wie z. B. bei Grabsteinen, die gesamte Ausführung. Seine Vorstellung der gemeinschaftlichen bildhauerischen Tätigkeit in Anlehnung an mittelalterliche Bauhütten, die nach seiner Rückberufung 1945 an die Düsseldorfer Kunstakademie keine Zustimmung gefunden hatte, konnte Mataré damit ansatzweise verwirklichen. Er ließ seinen Schülern die Möglichkeit zu individueller künstlerischer Entwicklung. Aus seiner Bildhauerklasse an der Staatlichen Kunstakademie Düsseldorf gingen so unterschiedliche Persönlichkeiten wie Joseph Beuys, Paul Grimm, Elmar Hillebrand, Ernst Schönzeler und Erwin Heerich hervor.

## Auszeichnungen
- 1914 Silberne Medaille der Akademie der Bildenden Künste von Berlin
- 1952 Thorn-Prikker-Preis der Stadt Krefeld
- 1953 Großer Kunstpreis des Landes Nordrhein-Westfalen
- 1955 Goldene Medaille der Triennale in Mailand
- 1957 Stephan-Lochner-Medaille der Stadt Köln
- 1957 Großes Verdienstkreuz der Bundesrepublik Deutschland
- In Büderich (heute Meerbusch), Matarés Wohnsitz 1932–1965, wurden eine Straße und das Städtische Mataré-Gymnasium nach ihm benannt.

## Werke im öffentlichen Raum
(Auswahl)

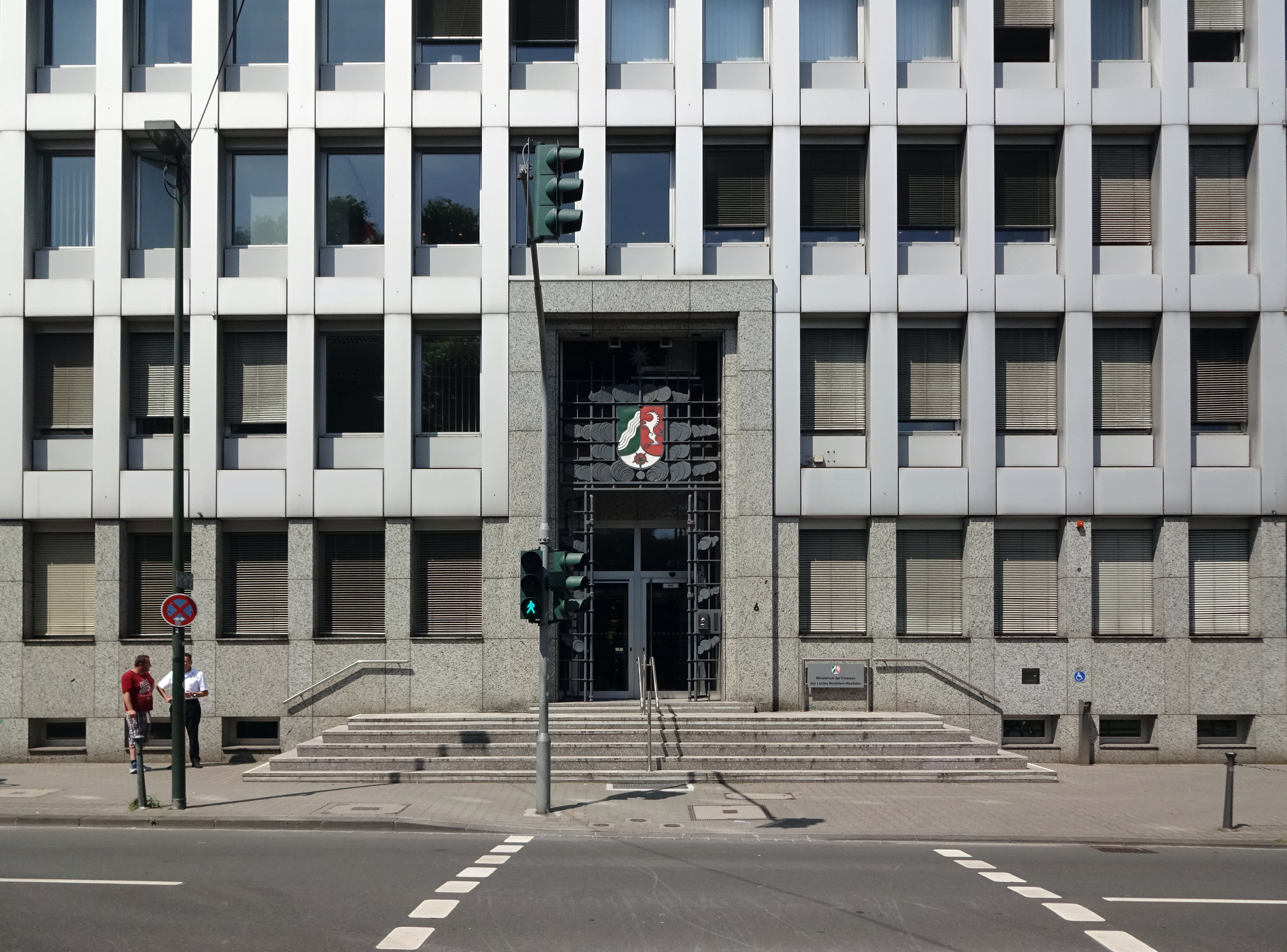
Eingangsportal des Finanzministeriums Nordrhein-Westfalen mit dem Wappen Nordrhein-Westfalens, 1951

- Kriegerehrenmal Aufbahrung des Helden, 1933–34, vor der Stiftskirche in Kleve
- Krieger-Denkmal, 1936, Ratingen Hösel
- Ausstattung der Kirche im St. Elisabeth-Krankenhaus Hohenlind, 1940, Köln
- Triumphierender Christus, 1940–43, Düsseldorf, St. Rochus
- Türen des Südportals des Kölner Doms: Bischofstür, 1948, Papsttür, 1948, Pfingsttür, 1953, Schöpfungstür, 1954
- Der Phoenix, 1949, im Landtag Nordrhein-Westfalen, Düsseldorf (ursprünglich für das Ständehaus geschaffen)
- Taubenbrunnen, 1950–53, vor dem Kölner Dom
- Eingangsportal des Finanzministeriums Nordrhein-Westfalen mit dem Wappen Nordrhein-Westfalens, 1951[33]
- Eingangsportal und Fenster der Düsseldorfer Kunstakademie, 1952–53
- Kupferrelief für die Dankspende des deutschen Volkes, Geschenk an das schwedische Volk, heute im Ledamotshus (Kanslihuset), einem Bürogebäude der Abgeordneten des Reichstags, Stockholm, 1954
- Westfenster der Kaiserloge im Aachener Dom, 1952–54
- Portal der Gedächtniskirche für den Weltfrieden, 1953–54, Hiroshima
- Stephan-Lochner-Brunnen, 1953–56 im Innenhof des Museums für Angewandte Kunst, Köln
- Hängekreuz über dem Altar der Gemeinde St. Gregorius in Aachen, 1954.[34]
- Bischofswohnhaus: Dachbekrönung (Engel), Fassadengestaltung, Portal und Balkon, 1956, Essen
- Eingangstore und Fenster, 1957, Finanzamt Düsseldorf-Altstadt
- Innenausstattung St. Rochus, 1955–57, Düsseldorf
- Fenster im Krönungssaal des Aachener Rathauses, 1956–57
- Portal am Aachener Rathaus
- Tor der Hoffnung, 1956–57, Portal des Salzburger Doms
- Pfeiler mit Pflanzenornamenten, 1956, Innenhof des Museums für Angewandte Kunst, Köln
- Eingangstüren des Gürzenich, 1956, Köln
- Hauptportal Himmelfahrtsportal, 1958–60, St.-Lambertus-Basilika
- Chorgestaltung, 1959–60, St. Andreas, Düsseldorf
- Fassadengestaltung, 1962, St. Rochus, Düsseldorf
- Ehrenmal der Stadt Fulda für die Opfer der Weltkriege, Michaelskirche, 1962
- Wandrelief, 1962–63, Neues Kaiserbad, Aachen
- Fassadengestaltung, 1962–65, Haus Atlantis, Böttcherstraße Bremen
- Hahnentor, Schmerzensmann, Kreuzdarstellung, Kreuzweg (8. Station); Krypta: Kreuz, Bronzeleuchter, Ährentüren
- Brunnen, 1963–67, ursprünglich an der Ecke Hohenzollernstr./Körnerstr., heute auf dem Friedrich-Ebert-Platz am Rathaus, Hagen
- Eingangstür und Ausstattung der Kapelle des ehemaligen Gebäudes des Katholisch-Sozialen Instituts, 1965, (KSI) der Erzdiözese Köln in Bad Honnef
- Kirschkernspuckende Jungen am Jägerhaus im Aloisiuskolleg, Bonn
- Engel an der Kirche im Aloisiuskolleg, Bonn
- Künstlerische Ausgestaltung des Hauses „Em Hahnen“, Kölner Alter Markt (Architekt Hans Schilling; 1958–64): Kallendresser, Mosaik Em Hanen, Gusseisenplatte vor dem Haus, Fadenkreuzplatte aus Bronze vor dem Hintereingang, vier Wohnungstüren.
- Brunnen, 1967, Meerbusch-Büderich (posthum nach einem Entwurf von 1935)
- Holzfass in der Schatzkammer vom Kölner Weinkeller (ehemals Stüssgen Weinkeller), 1947, Köln

## Schriften
- Ewald Mataré, Tagebücher 1915 bis 1965. Herausgegeben von Sonja Mataré und Sabine Maja Schilling. Wienand, Köln 1997, ISBN 3-87909-543-4.